# Франсис Хътчисън
Франсис Хътчисън (на английски: Francis Hutcheson) (1694 – 1746) е ирландски и шотландски философ, роден в Drumalig (графство Даун, Ълстър, Кралство Ирландия) в семейство на шотландски презвитерианци. Известен е като един от бащите на шотландското Просвещение. Главен поддръжник на теорията за съществуването на чувството за морал, чрез което човек може да достигне до правилното действие. Най-известният му труд е по етика: „Система на моралната философия“.
Хътчисън учи философия, класика и теология в университета в Глазгоу (1710 – 16), а през 1719 основава частна академия в Дъблин. През 1729 се връща в Глазгоу, където преподава (до смъртта си) морална философия (етика). Хътчисън взима идеи от Джон Лок и повлиява значими мислители на Просвещението, като шотландците Дейвид Хюм и Адам Смит, на когото преподава в Глазгоуския университет. Хътчисън подкрепя политическата свобода и правото за народно въстание срещу тиранията.
През 1719 г. става презвитариански проповедник в Ълстър, но през 1738 г. презвитерията в Глазгоу оспорва убеждението му, че хората могат да имат познание за добро и зло, без и преди да имат познание за Бога. Репутацията му на прочут проповедник обаче не пострадва.
В трудовете си Хъчисън описва, че освен петте си външни сетива, човекът има различни вътрешни сетива, включително чувство за красота, морал, чест и нелепост; като най-важното от тях е това за морал. Вярва, че моралът е част от човешките инстинкти и определя характера на действията и възприятията, одобрявайки добродетелните и не одобрявайки порочните. Моралният критерий на Хътчисън е дали един акт има или не тенденция да насърчава общото благосъстояние на човечеството. По този начин той се противопоставя на утилитаризма на английския мислител Джереми Бентам.
Хътчисън също оказва влияние като логик и теоретик на човешкото познание. В своя труд „Мисли за смеха“ (1725) изразява схващането си, което после поставя основите на теорията на комичното, а именно, че смехът се ражда в отговор на възприятието за нелепост.